# Погреби (Роменський район)
Погреби́ — село в Україні, у Сумській області, Роменському районі. Населення становить 104 особи. Входить до складу Роменської міської громади. До 2020 орган місцевого самоврядування — Миколаївська сільська рада.

## Географія
Село Погреби розташоване на правому березі річки Ромен, вище за течією на відстані 2 км розташоване село В'юнне, нижче за течією на відстані 1 км — село Житне, на протилежному березі — село Калинівка.
Поруч пролягає залізниця, за 1 км станція Погреби.

## Історія
Село постраждало внаслідок геноциду українського народу, проведеного урядом СРСР 1923—1933 та 1946—1947 роках.
12 червня 2020 року, відповідно до розпорядження Кабінету Міністрів України № 723-р «Про визначення адміністративних центрів та затвердження територій територіальних громад Сумської області», село увійшло до складу Роменської міської громади.
19 липня 2020 року, в результаті адміністративно-територіальної реформи та ліквідації Роменського району(1930—2020), увійшло до складу новоутвореного Роменського району.

## Відомі особистості
В поселенні народився:
- Цюпка Іван Кирилович (1926—2007) — український художник, графік.